# Elx Club de Futbol
L'Elx Club de Futbol (Elche Club de Fútbol, oficialment) és el principal equip de futbol de la ciutat d'Elx (Baix Vinalopó, País Valencià). Va ser fundat el 28 d'agost de 1922, a partir de la fusió de diversos clubs il·licitans.
L'Elx és el segon equip valencià amb més temporades en Primera Divisió al llarg de la història, només per darrere del València CF. En total ha disputat 22 temporades en primera divisió (39 en Segona), ocupant el 25a lloc històric del Campionat de Lliga estatal. La temporada 1958/59 va aconseguir el seu primer ascens a primera divisió, romanent dotze temporades consecutives i aconseguint un cinquè lloc com a millor classificació en 1964. En la competició estatal de copa (actual Copa del Rei), va aconseguir el subcampionat de Copa de 1969, enfrontant-se en la final disputada a l'Estadi Santiago Bernabéu a l'Athletic Club.

## Història
L'Elx Club de Futbol va nàixer el 1922, mitjançant la unió de dos equips locals fundats el 1908, l'Sporting d'Elx i la Gimnàstica d'Elx. El seu primer nom va ser Societat Esportiva Elx Foot-ball Club, fins a l'any 1939 en què passà a anomenar-se Elx Club de Futbol.
A la temporada 59-60 debuta en Primera divisió, i a la temporada 67-68 el filial del club, l'Esportiu Il·licità puja a Segona divisió. A la temporada 87-88 l'Elx aconsegueix l'ascens de l'equip a Primera divisió i hi ha anat jugant de forma irregular pujant i baixant de categoria. Així ha jugat a primera les temporades 88-89 13-14, 14-15, 20-21, 21-22 i 22-23. La temporada 22-23 torna a baixar a Segona divisió on juga des de la temporada 23-24. La temporada 24-25 va aconseguir de nou l'ascens a la primera divisió.

### Orígens i primers anys
El 1920, després de dues dècades de futbol local, a Elx hi convivien nombrosos equips enquadrats a competicions locals, alguns d'ells viatjaven o rebien altres equips de poblacions properes. Els més importants foren: La Estrella, Blanco y Negro, La Lira, El Eclipse, Hèrcules, Popular, Español, Quiles y Rodríguez, A. Sporting Illicitano "La Sportiva", Gimnástica i especialment, l'Illice, el més fort i millor organitzat.
Enmig d'aquell ambient d'exaltació, no tardà a sorgir la idea de formar un sol equip que porte el nom de la ciutat als nombrosos derbis que se celebraven davant d'equips de poblacions properes. La revista Nueva Illice demana el sis d'agost de 1922, la intervenció de l'Ajuntament "per a formar una potent selecció il·licitana que s'enfronte amb èxit al Bellas Artes d'Alacant". L'Alcalde Lorenzo Fenoll Serrano urgeix als clubs locals a prestar als seus millors jugadors per a poder formar un bon equip.
Des del principi es discuteix sobre quin dels dos equips més importants (Gimnàstica i Illice) havia de convertir-se en l'equip hegemònic. Les divisions eren profundes i les postures irreconciliables. Cal tenir en compte no només les rivalitats, personalismes i vanitats fruit de vint anys de competició esportiva, també les barreres socials. Mentre que la burgesia estava representada al Illice, la classe obrera donava suport a la Gimnàstica. Finalment a finals d'agost i probablement coincidint en les festes patronals, es va produir la reunió definitiva a la cova on els germans Albarranch guardaven la pólvora de la pirotècnica que regien, a la vora del riu Vinalopó (aproximadament a l'altura dels actuals jutjats), així el 1923 va nàixer l'Elche Football Club. En un començament els seus colors serien el blanc, el seu primer camp oficial "El Cementeri" i la seu social seria al carrer Hospital, als baixos del Coro Clavel. Es va fer càrrec de la formació del primer equip un dels cofundadors en Pedro Sánchez.

## Estadi

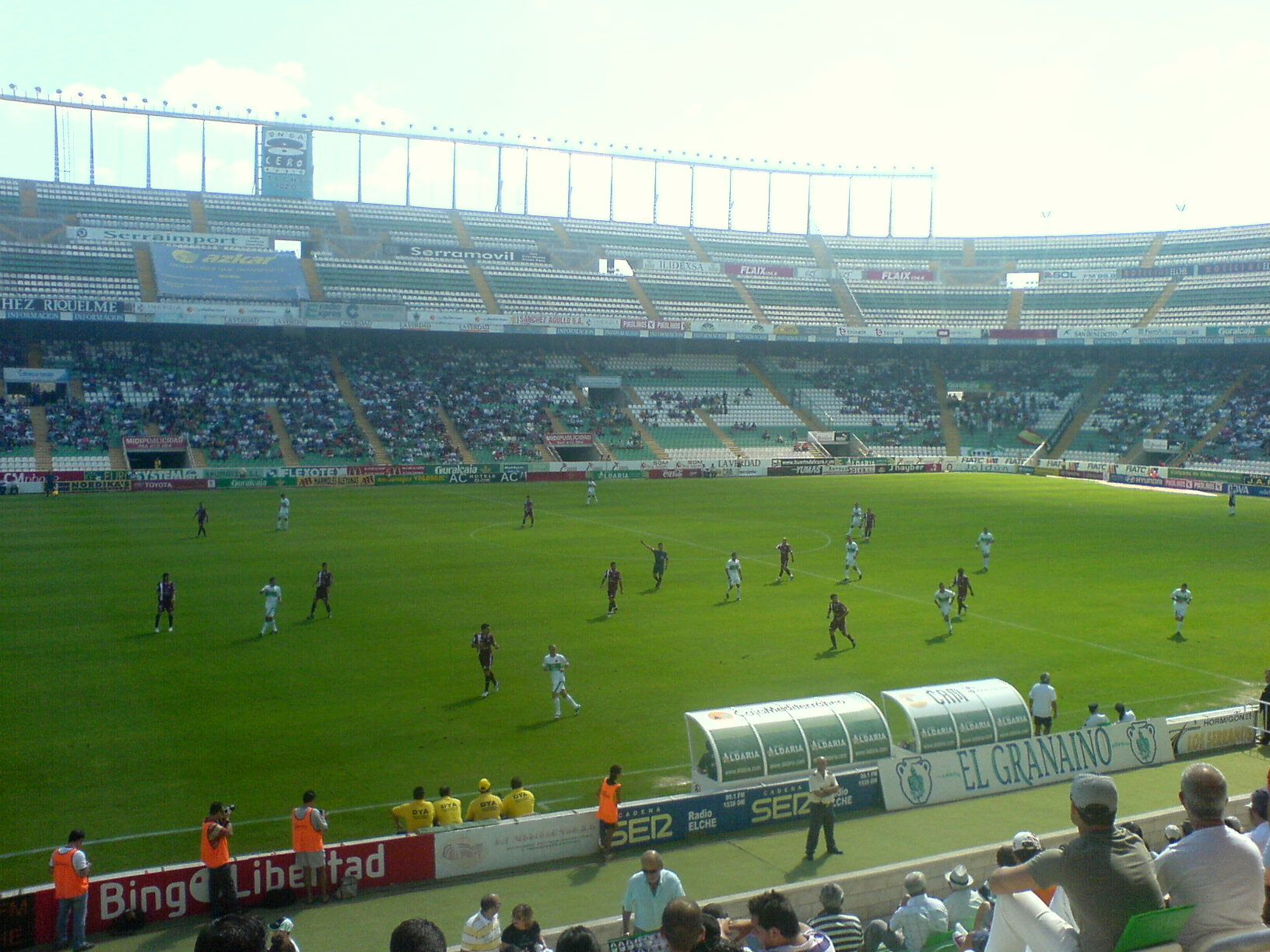
Vista de l'Estadi Martínez Valero durant un partit entre l'Elx CF i el CD Tenerife

Des del 8 de setembre de 1976 l'Elx CF juga els partits a casa a l'Estadi Martínez Valero, un dels més importants i grans del País Valencià, ja que té capacitat per a 38.750 espectadors, tots asseguts, i les dimensions del terreny de joc són de 105 x 68 m.
Abans jugava a l'Estadi Altabix (inaugurat el 1926). A més, l'Elx CF disposa d'altres estadis, com el Camp del Clot, el Camp del Cementeri i l'Stadium d'Elx (Camp de Don Jeremies).

### Assistència a l'estadi
- Temporada 09/10:
  - Assistència mitjana: 8.892 espectadors
    - Millor entrada: Elx-Vila-real B (32.752 espectadors)[2]
- Temporada 10/11:
  - Assistència mitjana: 9.832 espectadors
    - Millor entrada: Elx-Granada (36.540 espectadors)[3]
- Temporada 11/12:
  - Assistència mitjana: 8.800 espectadors
    - Millor entrada: Elx-Hèrcules (13.265 espectadors)[4]
- Temporada 12/13:
  - Assistència mitjana: - espectadors
    - Millor entrada: Elx-[Futbol Club Barcelona B|]Barça B] (33.318 espectadors[5]

## Himne
L'actual himne, ¡Mucho Elche! (en castellà), és interpretat pel cantautor local Pep Marcos.

## Uniforme
- Uniforme titular: Fins al 1927 l'equipació de l'Elx CF va ser samarreta blanca i pantaló blanc. A la temporada 1927 l'entrenador de nacionalitat txeca Anton Fivber va suggerir la incorporació de la franja verda horitzontal al pit per a, per una banda, ajustar-se als colors blanc i verd de la bandera, i per altra, diferenciar-se dels equips rivals. Des d'aqueix moment els colors blanc i verd han passat a estar identificats directament amb Elx. I així, els autobusos urbans, les papereres, els cartells de l'Ajuntament són blanc-i-verds. Els taxis, per exemple, són de color blanc amb una franja verda que els creua pel mig des del motor fins al darrere. De la combinació dels colors blanc i verd prové el malnom de "blanc-i-verds" amb què són coneguts els jugadors i l'afició del club.
- Uniforme alternatiu: Com la primera, té una franja horitzontal. Però els colors són diferents, la samarreta, el pantaló i les mitges són blaves, i la franja és roja. És basat en els colors de la bandera de la ciutat, una senyera quadribarrada amb una meitat dividida en dos quadrants, el de dalt roig i el de sota blau. Mentre d'altres equips canvien constantment de segona equipatge, l'Elx CF s'ha mantingut fidel a la roja i blava durant els darrers.
- Tercer uniforme: Aquesta equipació ha sigut utilitzat molt poques voltes, i en algunes temporades ni tan sols existeix. Consisteix en samarreta pantalons i mitges verdes, amb la franja blanca.

## Palmarès
- Campió del Torneig Festa d'Elx en 25 ocasions
- Subcampió de la Copa Federació a la temporada 1999-00
- Subcampió de la Copa del Generalíssim a la temporada 1968-69: Athletic Club de Bilbao 1 - 0 Elx CF
- Campió Tercera divisió grup 2 1944-41, grup 7 1943-44, 1947-48, grup 8 1944-45, grup 10 1954-55, 1955-5, 1956-57, 1657-58.
- Campió Segona divisió grup 2 1958-59
- Campió de la de Copa de Campions de Segona divisió a la temporada 1958-59

### Promocions
- Promoció a Segona divisió a les temporades 1957-58, 1996-97, 1998-99
- Promoció a Primera divisió a les temporades 1958-59, 1972-73, 1983-84, 1987-88

### Títols internacionals
- Trofeu Bem-Bella, Algèria
- Trofeu Fraternitat Hispànica, Hondures
- Trofeu President de la República de Veneçuela, Veneçuela
- Trofeu Internacional Juvenil de Ginebra, Suïssa

### Altres dades d'interés
- Temporades a 1a: 24
- Temporades a Segona divisió|2a: 40
- Temporades a 2a B: 7
- Temporades a 3a: 19
- Millor posició a la lliga: 5é (1a, temporada 1963-64)
- Pitjor posició a la lliga: 20é (1a, temporada 1988-89)
- Major golejada a favor com a local:10-0 vs Gimnástica Abad, temporada (1944-45)
- Major golejada a favor com a visitant: 9-4 vs SD Almansa, temporada (1957-58)
- Major golejada en contra:
- Jugadors amb més partits disputats:
- Jugadors amb més gols:
- Jugadors amb més títols:
- Porter menys golejat:
- Jugador amb més gols en un partit:

## Filial

### Elx Il·licità
L'Elx CF Il·licità és l'equip filial de l'Elx Club de Futbol, anomenat popularment Ilicitano. Juga en el grup III de la Segona divisió B

### Altres seccions esportives
A la temporada 2012/13 l'Elx Club de Futbol va fundar un equip de Futsal anomenat Elx CF Sala. Actualment participa en la segona divisió i juga els seus partits al pavelló Esperanza Lag.

## Plantilla 2025-26
A 31 juliol 2025
| N. | Pos. | Nac. | Jugador          |
| -- | ---- | --- | ---------------- |
| 1  | POR  | [[Fitxer:Flag of Argentina.svg\|23x15px\|border \|alt=Argentina\|link=Selecció de futbol de l'Argentina\|{{#if:\|]] | Matías Dituro    |
| 3  | DEF  | [[Fitxer:Flag of Spain.svg\|23x15px\|border \|alt=Espanya\|link=Selecció de futbol d'Espanya\|{{#if:\|]]            | Jairo Izquierdo  |
| 4  | DEF  | [[Fitxer:Flag of Senegal.svg\|23x15px\|border \|alt=Senegal\|link=Selecció de futbol del Senegal\|{{#if:\|]]        | Bambo Diaby      |
| 5  | DEF  | [[Fitxer:Flag of Spain.svg\|23x15px\|border \|alt=Espanya\|link=Selecció de futbol d'Espanya\|{{#if:\|]]            | John Donald      |
| 6  | DEF  | [[Fitxer:Flag of Spain.svg\|23x15px\|border \|alt=Espanya\|link=Selecció de futbol d'Espanya\|{{#if:\|]]            | Pedro Bigas      |
| 8  | MIG  | [[Fitxer:Flag of Catalonia.svg\|23x15px\|border \|alt=Catalunya\|link=Selecció de futbol de Catalunya\|{{#if:\|]]   | Marc Aguado      |
| 11 | MIG  | [[Fitxer:Flag of Spain.svg\|23x15px\|border \|alt=Espanya\|link=Selecció de futbol d'Espanya\|{{#if:\|]]            | Germán Valera    |
| 13 | POR  | [[Fitxer:Flag of Spain.svg\|23x15px\|border \|alt=Espanya\|link=Selecció de futbol d'Espanya\|{{#if:\|]]            | Alejandro Iturbe |
| 14 | MIG  | [[Fitxer:Flag of Catalonia.svg\|23x15px\|border \|alt=Catalunya\|link=Selecció de futbol de Catalunya\|{{#if:\|]]   | Aleix Febas      |
| 15 | DEF  | [[Fitxer:Flag of Spain.svg\|23x15px\|border \|alt=Espanya\|link=Selecció de futbol d'Espanya\|{{#if:\|]]            | Álvaro Núñez     |

| N. | Pos. | Nac. | Jugador           |
| -- | ---- | --- | ----------------- |
| 17 | MIG  | [[Fitxer:Flag of Spain.svg\|23x15px\|border \|alt=Espanya\|link=Selecció de futbol d'Espanya\|{{#if:\|]]                                             | Josan             |
| 19 | DAV  | [[Fitxer:Flag of Morocco.svg\|23x15px\|border \|alt=Marroc\|link=Selecció de futbol del Marroc\|{{#if:\|]]                                           | Mourad Daoudi     |
| 22 | DEF  | [[Fitxer:Flag of Austria.svg\|23x15px\|border \|alt=Àustria\|link=Selecció de futbol d'Àustria\|{{#if:\|]]                                           | David Affengruber |
| 24 | MIG  | [[Fitxer:Flag of Spain.svg\|23x15px\|border \|alt=Espanya\|link=Selecció de futbol d'Espanya\|{{#if:\|]]                                             | Yago Santiago     |
| 30 | MIG  | [[Fitxer:Flag of Spain.svg\|23x15px\|border \|alt=Espanya\|link=Selecció de futbol d'Espanya\|{{#if:\|]]                                             | Rodrigo Mendoza   |
| —  | DEF  | [[Fitxer:Flag of France (1794–1815, 1830–1974).svg\|23x15px\|border \|alt=França\|link=Selecció de futbol de França\|{{#if:\|]]                      | Léo Pétrot        |
| —  | DEF  | [[Fitxer:Flag of Croatia.svg\|23x15px\|border \|alt=Croàcia\|link=Selecció de futbol de Croàcia\|{{#if:\|]]                                          | Matía Barzić      |
| —  | MIG  | [[Fitxer:Flag of Portugal.svg\|23x15px\|border \|alt=Portugal\|link=Selecció de futbol de Portugal\|{{#if:\|]]                                       | Martim Neto       |
| —  | DAV  | [[Fitxer:Flag of the Dominican Republic.svg\|23x15px\|border \|alt=República Dominicana\|link=Selecció de futbol de República Dominicana\|{{#if:\|]] | Rafa Núñez        |
| —  | DAV  | [[Fitxer:Flag of Uruguay.svg\|23x15px\|border \|alt=Uruguai\|link=Selecció de futbol de l'Uruguai\|{{#if:\|]]                                        | Álvaro Rodríguez  |

Els equips de la lliga espanyola estan limitats a tenir en la plantilla un màxim de tres jugadors sense passaport de la Unió Europea. La llista inclou només la principal nacionalitat de cada jugador, o aquella que correspongui a la selecció amb la qual juga internacionalment; alguns jugadors no europeus tenen doble nacionalitat d'algun país de la UE:

### Equip filial
| N. | Pos. | Nac. | Jugador        |
| -- | ---- | --- | -------------- |
| 28 | DAV  | [[Fitxer:Flag of Spain.svg\|23x15px\|border \|alt=Espanya\|link=Selecció de futbol d'Espanya\|{{#if:\|]]   | Didac Castellá |
| 29 | MIG  | [[Fitxer:Flag of Spain.svg\|23x15px\|border \|alt=Espanya\|link=Selecció de futbol d'Espanya\|{{#if:\|]]   | Luis Roldán    |
| 32 | MIG  | [[Fitxer:Flag of Morocco.svg\|23x15px\|border \|alt=Marroc\|link=Selecció de futbol del Marroc\|{{#if:\|]] | Adam Boayar    |
| 35 | MIG  | [[Fitxer:Flag of Morocco.svg\|23x15px\|border \|alt=Marroc\|link=Selecció de futbol del Marroc\|{{#if:\|]] | Ali Houary     |
| 40 | POR  | [[Fitxer:Flag of Spain.svg\|23x15px\|border \|alt=Espanya\|link=Selecció de futbol d'Espanya\|{{#if:\|]]   | Owen Bosch     |
| —  | POR  | [[Fitxer:Flag of Spain.svg\|23x15px\|border \|alt=Espanya\|link=Selecció de futbol d'Espanya\|{{#if:\|]]   | Diego Sánchez  |

| N. | Pos. | Nac. | Jugador          |
| -- | ---- | --- | ---------------- |
| —  | DEF  | [[Fitxer:Flag of Spain.svg\|23x15px\|border \|alt=Espanya\|link=Selecció de futbol d'Espanya\|{{#if:\|]]   | Bakary Traoré    |
| —  | DEF  | [[Fitxer:Flag of Spain.svg\|23x15px\|border \|alt=Espanya\|link=Selecció de futbol d'Espanya\|{{#if:\|]]   | Ismael Muñoz     |
| —  | DEF  | [[Fitxer:Flag of Spain.svg\|23x15px\|border \|alt=Espanya\|link=Selecció de futbol d'Espanya\|{{#if:\|]]   | Pablo Felipe     |
| —  | MIG  | [[Fitxer:Flag of Spain.svg\|23x15px\|border \|alt=Espanya\|link=Selecció de futbol d'Espanya\|{{#if:\|]]   | Antonio Martínez |
| —  | DAV  | [[Fitxer:Flag of Morocco.svg\|23x15px\|border \|alt=Marroc\|link=Selecció de futbol del Marroc\|{{#if:\|]] | Nordin Al Lal    |

### Cedits a altres equips
| N. | Pos. | Nac. | Jugador                                                     |
| -- | ---- | --- | ----------------------------------------------------------- |
| —  | POR  | [[Fitxer:Flag of Argentina.svg\|23x15px\|border \|alt=Argentina\|link=Selecció de futbol de l'Argentina\|{{#if:\|]] | Axel Werner (al Rosario Central fins al 30 de juny de 2026) |

## Jugadors històrics destacats
| - Marc Bernaus Cano - Damián Timpani - Mariano Armentano - Ariel Silvio Zarate - Cristian Díaz - Damián Manusovich - Pablo Adrian Guede - Marcelo Trobbiani - Diego Trotta | - Lucas Valdemarín - Wilfredo Caballero - Ivan Rocha - Mazinho - Tinaia - César Rodríguez - Vavá - David Darmon - Philippe Toledo | - José Cardona - Balázs Molnár - Mohamed El Yaagoubi - Benedict Iroha - Cayetano Re - Derlis Soto - Roberto Miguel Acuña - Tomasz Frankowski - Silas | - Ioan Andone - Dennis Şerban - Sasa Petrovic - Albert Nađ - Igor Tasevski - Goran Đorović - Martí Crespí Pascual - Jorge "Chispa" Delgado - Tabaré - Juan Carlos Socorro |

## Entrenadors destacats
| - Ciriaco Cano - Evaristo Carrió - Fernando Daucik - Alfredo Di Stefano - Ladislau Kubala - Felipe Mesones | - Pedro Otto Bumbel - Roque Olsen - Tolo Plaza - César Rodríguez - Julián Rubio - Fran Escribá |

## Presidents
- Mariano Rodríguez Irles (1922-1923)
- Salvador Ramos Folqués (1923-1925)
- José Grau Niñoles (1925-1926)
- Don José Gómez Brufal] (1925-1926)
- Diego Ferrández Ripoll (1926-1928)
- Francisco Brotons Ruiz (1928-1929)
- Juan Macià (1929-1930)
- José Botella Tello (1929-1930)
- Vicente Sánchez Guilabert (1930-1932), (1933-1934)
- Francisco Macià Vidre (1931-1932)
- Pascual Anton Mollà (1931-1933)
- Antonio Sánchez Torres (1934-1936)
- Santiago Martínez Noguera (1936-1937)
- Joaquín Ruíz Torregrosa (1939-1940)
- Vicente López Baeza (1940-1941)
- Vicente Navarro Macià (1941-1942)
- Pascual Sansano Mora (1942-1943)
- Santiago Canales Mira-Perceval (1944-1945)
- Joaquín Ruíz Torregrosa (1944-1945)
- Ramón Remiro Palacios (1945-1946)
- Francisco Valero Díez (1945-1946-1947)
- Joaquín Lucerga Sánchez (1946-1948)
- José Samper Marco (1948-1949-1950)
- José Candel Penalva (1950)
- Francisco Miralles Yuste (1950-1951)
- José Garrigós Espino (1951)
- Modesto Pastor García (1951-1953)
- Pascual Antón Molla (1953-1955)
- José Esquitino Sempere (1955-1962), (1967-1970)
- Manuel Martínez Valero (1962-1967), (1971-1982)
- Francisco Climent Vicente (1970-1971)
- Vicente Pastor Antón (1982-1983)
- Diego Quiles Navarro (1983-1987), (1994-2001)
- José sepulcre Fuentes (1987-1988)
- José Sánchez Riquelme (1988-1990)
- Antonio Aledo Pagán (1990-1991)
- Anselmo Navarro Hidalgo (1991-1994)
- Francisco Borja (2001-2002)
- Andrés Alonso (2002)
- Amador Poveda (2002-2003)
- José serrano (2003)
- Ramón Sánchez (2003-2006)
- José Sepulcre Coves (2006-2015)
- Juan Anguix (2015-2015)
- Juan Serrano Raya (2015-2016)
- Diego García Juan (2016-2019)
- Joaquín Buitrago Marhuenda (2019-2021)
- Francisco Javier Salazar Martínez (2021-act.)

## Afició

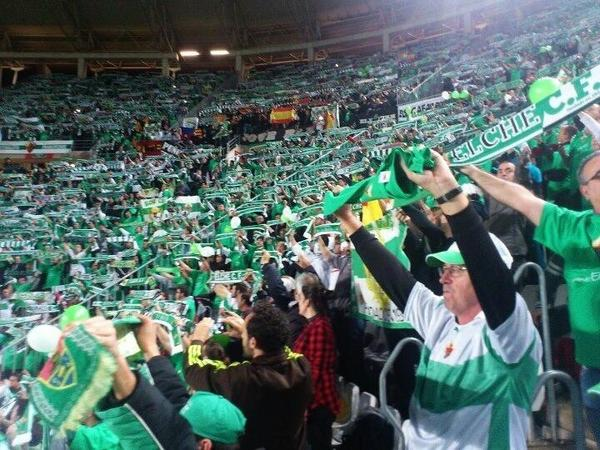
Afició de l'Elx (partit Múrcia - Elx el 21 d'octubre de 2012)

L'Elx Club de Futbol pot presumir d'haver tingut una de les millors aficions d'Espanya, malgrat que en l'actualitat, per la situació esportiva del club (24 anys sense estar a 1a Divisió) ja no té aquest seguiment massiu d'antany, on es van arribar a registrar 70.000 espectadors a l'Estadi Martínez Valero en un partit de 2a Divisió que l'enfrontava al Cadis CF l'any 1981 i més recentment en el partit de la final de la promoció d'ascens a la Lliga BBVA celebrat el 18 de juny de 2011 on les grades de l'estadi van albergar 38.000 persones.
Actualment l'equip compta amb les següents penyes: Altzavares Nord (2008), Els Garrafons (1999), Els Patiors (1991), Elx Supporters (1994), Franja Verde (1998), Sentimiento Franjiverde (2009), Frente Franjiverde Guardamar (2012), Furia Franjiverde (2011), JoveElx (1982), Peña Franjiverde Vega baja (2010), Penya Altabix (2005), Zona 24 Arnal (2003), Brigadas Franjiverdes (2013) i Peña Popeye (2013).